# Saint-Calixte
Saint-Calixte (AFI: /sɛ̃kalikst/) es un municipio situado en la provincia de Quebec, en Canadá. Según el censo de 2021, tiene una población de 6792 habitantes.
Es parte del municipio regional de condado (MRC) de Montcalm.

## Geografía
La superficie total de la localidad es de 142.63 km².

## Historia
A nivel municipal, la localidad se creó por primera vez como municipio de Saint Lin en 1845. En 1847 fue disuelto, pero se restableció como municipio del cantón de Kilkenny en 1855. Recién en 1954 el lugar recibió su nombre actual.

## Demografía
Según el censo de 2021, el municipio cuenta con 6792 habitantes. La densidad de población es de 47.6 hab./km². Entre 2016 y 2021 hubo un aumento de 746 habitantes (12.3 %). El número total de inmuebles particulares es de 3791, de los cuales 3149 están ocupados por residentes habituales.
Evolución de la población total, 1991-2021